# Mistrzostwa Świata w Piłce Nożnej Plażowej 1995
Mistrzostwa świata w piłce nożnej plażowej 1995 – pierwsze rozgrywki o tytuł mistrza świata. Turniej został rozegrany na Copacabanie w styczniu 1995.

## Zespoły zakwalifikowane
| Drużyna           | Strefa kwalifikacyjna | Liczba występów do tej pory | Najlepszy wynik | Ostatni występ |
| ----------------- | --------------------- | --------------------------- | --------------- | -------------- |
| Stany Zjednoczone | Ameryka Północna      | debiutant                   | debiutant       | debiutant      |
| Brazylia          | Ameryka Południowa    | debiutant                   | debiutant       | debiutant      |
| Urugwaj           | Ameryka Południowa    | debiutant                   | debiutant       | debiutant      |
| Argentyna         | Ameryka Południowa    | debiutant                   | debiutant       | debiutant      |
| Holandia          | Europa                | debiutant                   | debiutant       | debiutant      |
| Anglia            | Europa                | debiutant                   | debiutant       | debiutant      |
| Włochy            | Europa                | debiutant                   | debiutant       | debiutant      |
| Niemcy            | Europa                | debiutant                   | debiutant       | debiutant      |

## Faza grupowa

### Grupa A
Tabela:
| lp. | Reprezentacja | M | Z | R | P | Bramki  | Pkt |
| --- | ------------- | - | - | - | - | ------- | --- |
| 1.  | Brazylia      | 3 | 3 | 0 | 0 | 31 – 8  | 9   |
| 2.  | Włochy        | 3 | 2 | 0 | 1 | 15 – 15 | 6   |
| 3.  | Urugwaj       | 3 | 1 | 0 | 2 | 18 – 18 | 3   |
| 4.  | Holandia      | 3 | 0 | 0 | 3 | 7 – 30  | 0   |

Wyniki:
| Włochy   | 7 – 6  | Urugwaj  |
| Brazylia | 16 – 2 | Holandia |
| Włochy   | 6 – 1  | Holandia |
| Brazylia | 7 – 4  | Urugwaj  |
| Urugwaj  | 8 – 4  | Holandia |
| Brazylia | 8 – 2  | Włochy   |

### Grupa B
Tabela:
| lp. | Reprezentacja     | M | Z | R | P | Bramki  | Pkt |
| --- | ----------------- | - | - | - | - | ------- | --- |
| 1.  | Stany Zjednoczone | 3 | 3 | 0 | 0 | 11 – 4  | 9   |
| 2.  | Anglia            | 3 | 1 | 0 | 2 | 11 – 12 | 3   |
| 3.  | Niemcy            | 3 | 1 | 0 | 2 | 8 – 12  | 3   |
| 4.  | Argentyna         | 3 | 1 | 0 | 2 | 4 – 6   | 3   |

Wyniki:
| Stany Zjednoczone | 5 – 1 | Niemcy    |
| Argentyna         | 3 – 2 | Anglia    |
| Anglia            | 7 – 6 | Niemcy    |
| Stany Zjednoczone | 3 – 1 | Argentyna |
| Niemcy            | 1 – 0 | Argentyna |
| Stany Zjednoczone | 3 – 2 | Anglia    |

## Faza Pucharowa

### Półfinały
| Stany Zjednoczone | 4 – 3  | Włochy |
| Brazylia          | 13 – 2 | Anglia |

### Mecz o 3 miejsce
| Anglia | 7 – 6 | Włochy |

### Finał
| Brazylia | 8 – 1 | Stany Zjednoczone |

## Nagrody
- MVP: Zico & Júnior (obaj  Brazylia)
- Król strzelców: Zico ( Brazylia) & Alessandro Altobelli ( Włochy) – po 12 bramek
- Najlepszy bramkarz: Paulo Sérgio ( Brazylia)